# لوكاس راديكي
لوكاس راديكي (تنطق بالسلوفاكية: [ˈlukaːʒ ˈɦɾaːdɛtski]؛ مواليد 24 نوفمبر 1989) هو حارس مرمى كرة قدم فنلندي ولد في سلوفاكيا ويلعب مع باير ليفركوزن والمنتخب الفنلندي. ولد هراديك في براتيسلافا، سلوفاكيا. بدأ مسيرته الكروية مع نادي توركو، قبل أن يتعاقد مع نادي إيسبيرغ في سن 19 عام 2009. بعد فوزه بكأسه الأول، دوري الدرجة الأولى الدانماركي، خلال موسمه الثالث في الدنمارك، ساعد إيسبيرغ على الفوز بكأس الدنمارك في 2013.
حصل راديكي على لقب أفضل لاعب كرة قدم فنلندي لهذا العام من قبل اتحاد فنلندا لكرة القدم لثلاث سنوات متتالية بين عامي 2016 و2018. وقد شارك لأول مرة مع منتخب فنلندا في مايو 2010 وهو في سن العشرين وخاض أكثر من 60 مباراة دولية. شارك في تسعة من أصل عشر مباريات لفنلندا في تصفيات بطولة أمم أوروبا 2020 وساعد منتخب بلاده للمشاركة في أول بطولة لهم على الإطلاق في بطولة أمم أوروبا 2020.

## مسيرته الكروية

### توركو
بدأ راديكي مسيرته المهنية في نادي توركو الفنلندي. في عام 2008، لعب في بطولة كاريل ستيجمان للشباب تحت 19 سنة في رورلو بهولندا حيث فاز بجائزة أفضل حارس مرمى.

### إيسبيرغ
في 10 يناير 2009، انتقل راديكي إلى إيسبيرغ ووقع عقدًا لمدة أربع سنوات مع بطل الدنمارك خمس مرات. في 3 أغسطس 2010، تم الإعلان عن استدعاء راديكي للاختبار لمدة أسبوع من قبل مانشستر يونايتد لتعزيز قسم حراسة المرمى بعد رحيل توم هيتون. ومع ذلك، اختار البحث عن فرصة ليكون حارس المرمى الأساسي في إيسبيرغ بدلاً من ذلك. بعد موسم 2012–13 في دوري السوبر الدنماركي انتهى عقد راديكي مع إيسبيرغ، ولم يتم التوصل إلى اتفاق لتمديد العقد.

### بروندبي
في 12 يونيو 2013، انضم راديكي إلى نادي دوري السوبر الدنماركي بروندبي بموجب عقد مدته أربع سنوات مع انتقال مجاني. في 21 يونيو 2013 شارك راديكي لأول مرة في الدوري في مباراة ضد فيستسجلاند.

### آينتراخت فرانكفورت
في أغسطس 2015، انتقل راديكي من بروندبي إلى فريق الدوري الألماني آينتراخت فرانكفورت. لم يتم نشر قيمة الانتقال مطلقًا، ولكن وفقًا للصحف أينتراخت دفع 2.5 مليون يورو إلى بروندبي. في موسم 2017–18، الموسم الأخير لراديكي مع آينتراخت، تم التصويت على راديكي كأفضل حارس مرمى في الدوري الألماني لهذا الموسم.

### باير ليفركوزن
في مايو 2018، أعلن باير ليفركوزن عن التوقيع مع راديكي لموسم 2018–19 في صفقة انتقال مجانية. وافق على عقد حتى عام 2023.

## مسيرته الدولية
لعب راديكي عدة مباريات مع فنلندا في الفئات السنية المختلفة. شارك لأول مرة مع منتخب الناشئين عندما كان يبلغ من العمر 16 عامًا في 16 نوفمبر 2006 في أثينا في مباراة ضد اليونان. كان لاعبًا في منتخب فنلندا تحت 20 سنة ومثل المنتخب في بطولة فالنتين أ.جراناتكين التذكارية. تم اختيار راديكي للمشاركة مع منتخب فنلندا تحت 21 سنة في بطولة أوروبا تحت 21 سنة لعام 2009، لكنه اضطر إلى الانسحاب بسبب إصابة في الركبة. كان الحارس الأول لمنتخب فنلندا تحت 21 سنة خلال تصفيات كأس أوروبا للشباب لكرة القدم 2011.
في يناير 2010، استدعى ستيوارت باكستر راديكي إلى المنتخب الفنلندي لمواجهة كوريا الجنوبية في مباراة ودية في مالقة بإسبانيا. كان راديكي على مقاعد البدلاء طوال المباراة. شارك أخيرًا لأول مرة مع الفريق في 21 مايو 2010، عندما حل محل جوكا ليهتوفارا في الشوط الثاني في الخسارة 2–0 خارج أرضه ضد إستونيا. لعب أول مباراة له في تصفيات بطولة أمم أوروبا في 3 يونيو 2011 عندما اختاره ميكسو باتيلاينن في التشكيلة الأساسية ضد سان مارينو في سرافاله. خلال خريف عام 2011 وضع نفسه كلاعب أساسي في المنتخب الفنلندي وشارك في مباريات تصفيات بطولة أمم أوروبا ضد مولدوفا وهولندا والسويد.
شارك راديكي في ثلاث مباريات ودية أثناء استعداد فنلندا لكأس العالم 2014. تم اختياره للانضمام إلى التشكيلة الأساسية في أول مباراة في التصفيات ضد فرنسا، لكنه ظل بديلاً لبقية الموسم حيث قام نيكي ماينبا بوضع نفسه كالخيار رقم واحد للمنتخب.
تم استدعاء راديكي لمباراة ودية قبل بداية بطولة أمم أوروبا 2020 ضد السويد في 29 مايو 2021.

## حياته الشخصية
ولد هراديك في منطقة كرامي في براتيسلافا. يتحدث السلوفاكية ويحمل جواز سفر سلوفاكى. عندما كان يبلغ من العمر عامًا واحدًا، قبل والده، وهو لاعب كرة طائرة، الانتقال إلى فنلندا. شقيقيه توماس وماتي هم أيضًا لاعبو كرة قدم محترفون.

## الإحصائيات

### النادي
آخر تحديث 22 مايو 2021. 
| النادي             | الموسم   | الدوري                | الدوري | الدوري  | الكأس الوطني | الكأس الوطني | أوروبا | أوروبا  | المجموع | المجموع |
| النادي             | الموسم   | الدرجة                | الظهور | الأهداف | الظهور       | الأهداف      | الظهور | الأهداف | الظهور  | الأهداف |
| ------------------ | -------- | --------------------- | ------ | ------- | ------------ | ------------ | ------ | ------- | ------- | ------- |
| إيسبيرغ            | 2009–10  | دوري السوبر الدنماركي | 5      | 0       | 0            | 0            | —      | —       | 5       | 0       |
| إيسبيرغ            | 2010–11  | دوري السوبر الدنماركي | 13     | 0       | 2            | 0            | —      | —       | 15      | 0       |
| إيسبيرغ            | 2011–12  | دوري السوبر الدنماركي | 23     | 0       | 0            | 0            | —      | —       | 23      | 0       |
| إيسبيرغ            | 2012–13  | دوري السوبر الدنماركي | 33     | 0       | 5            | 0            | —      | —       | 38      | 0       |
| إيسبيرغ            | المجموع  | المجموع               | 74     | 0       | 7            | 0            | —      | —       | 81      | 0       |
| بروندبي            | 2013–14  | دوري السوبر الدنماركي | 33     | 0       | 0            | 0            | —      | —       | 33      | 0       |
| بروندبي            | 2014–15  | دوري السوبر الدنماركي | 33     | 0       | 2            | 0            | 2      | 0       | 37      | 0       |
| بروندبي            | 2015–16  | دوري السوبر الدنماركي | 3      | 0       | 0            | 0            | 6      | 0       | 9       | 0       |
| بروندبي            | المجموع  | المجموع               | 69     | 0       | 2            | 0            | 8      | 0       | 79      | 0       |
| آينتراخت فرانكفورت | 2015–16  | الدوري الألماني       | 34     | 0       | 3            | 0            | —      | —       | 37      | 0       |
| آينتراخت فرانكفورت | 2016–17  | الدوري الألماني       | 33     | 0       | 6            | 0            | —      | —       | 39      | 0       |
| آينتراخت فرانكفورت | 2017–18  | الدوري الألماني       | 34     | 0       | 6            | 0            | —      | —       | 40      | 0       |
| آينتراخت فرانكفورت | المجموع  | المجموع               | 101    | 0       | 15           | 0            | —      | —       | 116     | 0       |
| باير ليفركوزن      | 2018–19  | الدوري الألماني       | 32     | 0       | 2            | 0            | 6      | 0       | 40      | 0       |
| باير ليفركوزن      | 2019–20  | الدوري الألماني       | 34     | 0       | 5            | 0            | 11     | 0       | 50      | 0       |
| باير ليفركوزن      | 2020–21  | الدوري الألماني       | 29     | 0       | 3            | 0            | 5      | 0       | 37      | 0       |
| باير ليفركوزن      | المجموع  | المجموع               | 95     | 0       | 10           | 0            | 22     | 0       | 127     | 0       |
| الإجمالي           | الإجمالي | الإجمالي              | 339    | 0       | 32           | 0            | 30     | 0       | 403     | 0       |

1. 1 2 3 4  المباريات في الدوري الأوروبي
2. ↑  ست مباريات في دوري أبطال أوروبا، خمس مباريات في الدوري الأوروبي

### المنتخب
آخر تحديث 12 يونيو 2021.
| المنتخب الوطني | العام   | الرسمية | الرسمية | الودية | الودية  | المجموع | المجموع |
| المنتخب الوطني | العام   | الظهور  | الأهداف | الظهور | الأهداف | الظهور  | الأهداف |
| -------------- | ------- | ------- | ------- | ------ | ------- | ------- | ------- |
| فنلندا         | 2010    | 0       | 0       | 1      | 0       | 1       | 0       |
| فنلندا         | 2011    | 4       | 0       | 3      | 0       | 7       | 0       |
| فنلندا         | 2012    | 1       | 0       | 3      | 0       | 4       | 0       |
| فنلندا         | 2013    | 0       | 0       | 3      | 0       | 3       | 0       |
| فنلندا         | 2014    | 1       | 0       | 3      | 0       | 4       | 0       |
| فنلندا         | 2015    | 6       | 0       | 1      | 0       | 7       | 0       |
| فنلندا         | 2016    | 4       | 0       | 4      | 0       | 8       | 0       |
| فنلندا         | 2017    | 6       | 0       | 1      | 0       | 7       | 0       |
| فنلندا         | 2018    | 5       | 0       | 3      | 0       | 8       | 0       |
| فنلندا         | 2019    | 9       | 0       | 0      | 0       | 9       | 0       |
| فنلندا         | 2020    | 6       | 0       | 0      | 0       | 6       | 0       |
| فنلندا         | 2021    | 1       | 0       | 1      | 0       | 2       | 0       |
| المجموع        | المجموع | 43      | 0       | 23     | 0       | 66      | 0       |

## الإنجازات
إيسبيرغ
- دوري السوبر الدنماركي: 2011–12[الإنجليزية]
- كأس الدنمارك: 2012–13

آينتراخت فرانكفورت
- كأس ألمانيا: 2017–18

فنلندا
- كأس منطقة البلطيق: 2014[الإنجليزية]؛ الوصيف: 2012

### الفردية
- لاعب العام الواعد من اتحاد كرة القدم الفنلندي: 2007[29]
- جائزة أفضل حارس مرمى في بطولة كاريل ستيجمان الدولية للشباب تحت 19 سنة: 2008
- أفضل حارس مرمى للعام في منتخب فنلندا تحت 21 سنة لكرة القدم: 2010[30]
- أفضل لاعب في منتخب فنلندا تحت 21 سنة لكرة القدم: 2010[31]
- أفضل حارس مرمى في الدوري الدنماركي لهذا العام: 2013[32]
- أفضل لاعب في الدوري الدنماركي لموسم الربيع: 2013[33]
- أفضل لاعب بالموسم في إيسبيرغ: 2013
- لاعب العام الفنلندي: 2016،[34] 2017،[35] 2018[36]
- شخصية العام الرياضية الفنلندية: 2020[37]
- فريق الموسم في الدوري الألماني: 2017–18[38]

## وصلات خارجية
- لوكاس راديكي على موقع الاتحاد الدولي (مؤرشف)  (الإنجليزية)
- لوكاس راديكي على موقع الاتحاد الأوربي (الإنجليزية)
- لوكاس راديكي على موقع قاعدة بيانات كرة القدم.إي يو (الإنجليزية)
- لوكاس راديكي على موقع بيانات كرة القدم. دي إي (الألمانية)
- لوكاس راديكي على موقع ليكيب (الفرنسية)
- لوكاس راديكي على موقع ناشيونال فوتبول تيمز (الإنجليزية)
- لوكاس راديكي على موقع Soccerbase.com (لاعب) (الإنجليزية)
- لوكاس راديكي على موقع Soccerway.com (الإنجليزية)
- لوكاس راديكي على موقع عالم كرة القدم.نت (الإنجليزية)
- لوكاس راديكي على موقع AS.com (الإسبانية)
- الملف الشخصي الرسمي على موقع باير ليفركوزن
- لوكاس راديكي نسخة محفوظة 13 مايو 2021 على موقع واي باك مشين. – منتخب فنلندا لكرة القدم سجل المنافسة
- لوكاس راديكي على BDFutbol